# Anisostachya bivalvis
Anisostachya bivalvis är en akantusväxtart som beskrevs av Raymond Benoist. Anisostachya bivalvis ingår i släktet Anisostachya och familjen akantusväxter. Inga underarter finns listade i Catalogue of Life.